# Landtagswahl im Burgenland 1991
Die Landtagswahl im Burgenland 1991 wurde am 23. Juni 1991 durchgeführt und war die 16. Landtagswahl im österreichischen Bundesland Burgenland. Bei dieser vorverlegten Neuwahl konnte sich die Sozialdemokratische Partei Österreichs (SPÖ) nach den schweren Verlusten bei der Landtagswahl 1987 wieder stabilisieren und erreichte mit einem Stimmenanteil von 48,1 % ein Plus von 0,8 %. Damit erreichte die SPÖ erneut 17 von 36 Mandaten. Die Österreichische Volkspartei (ÖVP) setzte hingegen ihren Abwärtstrend fort und verlor zum achten Mal in Folge Stimmenanteile. Mit 38,2 % der Stimmen verlor die ÖVP 3,3 % und eines ihrer Mandate. Die ÖVP stellte in der Folge 15 Landtagsabgeordnete. Wahlgewinner dieser Wahl war die Freiheitliche Partei Österreichs (FPÖ), die 2,4 % hinzugewann und mit 9,7 % ein Mandat zu ihren bisherigen drei Mandaten gewann. Die Grüne Alternative (GAL) scheiterte mit 3,4 % wie schon 1987 am Einzug in den Landtag, den auch die erstmals kandidierende Freie Demokratische Partei (FDP) mit 0,6 % verpasste. Die Kommunistische Partei Österreichs (KPÖ) war erstmals seit 1945 nicht angetreten.
Der Landtag der XVI. Gesetzgebungsperiode konstituierte sich in der Folge am 18. Juli 1991 und wählte an diesem Tag die Landesregierung Stix I.

## Ergebnisse
- SPÖ: 17
- ÖVP: 15
- FPÖ: 4

|                                         | Ergebnisse 1991  | Ergebnisse 1991  | Ergebnisse 1991  | Ergebnisse 1987  | Ergebnisse 1987  | Ergebnisse 1987  | Differenzen | Differenzen | Differenzen |
| --------------------------------------- | ---------------- | ---------------- | ---------------- | ---------------- | ---------------- | ---------------- | ----------- | ----------- | ----------- |
| Wahlberechtigte                         | 208.051          | 208.051          | 208.051          | 203.012          | 203.012          | 203.012          | + 5.039     | + 5.039     | + 5.039     |
| Wahlbeteiligung                         | 85,46 %          | 85,46 %          | 85,46 %          | 89,00 %          | 89,00 %          | 89,00 %          | - 3,54 %    | - 3,54 %    | - 3,54 %    |
|                                         | Stimmen          | %                | Mand.            | Stimmen          | %                | Mand.            | Stimmen     | %           | Mand.       |
| Abgegebene Stimmen                      | 177.800          |                  |                  | 180.686          |                  |                  | - 2.886     |             |             |
| Ungültig                                | 5.469            | 3,08 %           |                  | 4.920            | 2,72 %           |                  | + 549       | + 0,36 %    |             |
| Gültig                                  | 172.331          | 96,92 %          |                  | 175.766          | 97,28 %          |                  | - 3.435     | - 0,36 %    |             |
| Partei                                  |                  |                  |                  |                  |                  |                  |             |             |             |
| Sozialistische Partei Österreichs (SPÖ) | 82.955           | 48,14 %          | 17               | 83.189           | 47,33 %          | 17               | - 234       | + 0,81 %    | ± 0         |
| Österreichische Volkspartei (ÖVP)       | 65.814           | 38,19 %          | 15               | 72.935           | 41,50 %          | 16               | - 7.121     | - 3,31 %    | - 1         |
| Freiheitliche Partei Österreichs (FPÖ)  | 16.793           | 9,74 %           | 4                | 12.855           | 7,31 %           | 3                | + 3.938     | + 2,43 %    | + 1         |
| Grüne Alternative (GAL)                 | 5.769            | 3,35 %           | 0                | 3.873            | 2,20 %           | 0                | + 1.896     | + 1,15 %    | ± 0         |
| Freie Demokratische Partei (FDP)        | 1.000            | 0,58 %           | 0                | nicht kandidiert | nicht kandidiert | nicht kandidiert | + 1.000     | + 0,58 %    | ± 0         |
| Nicht kandidierende Parteien            | nicht kandidiert | nicht kandidiert | nicht kandidiert | 2.914            | 1,65 %           | 0                | - 2.914     | - 1,65 %    | ± 0         |
| Gesamt                                  | 172.331          | 100,00 %         | 36               | 175.766          | 100,00 %         | 36               | - 3.345     |             |             |